# Brian Priske
Brian Priske Pedersen (* 14. Mai 1977 in Horsens) ist ein ehemaliger dänischer Fußballspieler und heutiger -trainer. Als Spieler des Aalborg BK sowie als Trainer des FC Midtjylland konnte er jeweils die dänische Meisterschaft gewinnen, als Trainer zudem mit Sparta Prag auch die tschechische Meisterschaft. Zudem gehörte er als Spieler der dänischen Nationalmannschaft an.

## Spielerkarriere

### Verein
Der 188 cm große Abwehrspieler begann seine Karriere beim AC Horsens, bevor er 1997 für zwei Jahre bei Aarhus Fremad spielte. Ab Januar 1999 bis 2003 spielte er für Aalborg BK. Gleich im ersten Jahr errang er mit seinem Club die dänische Meisterschaft.
2003 wechselte Priske nach Belgien zum KRC Genk, wo er sich in der Folge als Stammspieler sowohl im Verein als auch in der Nationalmannschaft etablieren konnte. 2005 schloss er sich dem englischen Erstligisten FC Portsmouth an, wo er zunächst ebenfalls Stammspieler wurde, diesen Status nach dem Trainerwechsel zu Harry Redknapp jedoch kurzzeitig wieder verlor, ehe er aufgrund mehrerer verletzter Spieler in den letzten 10 Spielen der Saison noch einmal zum Zuge kam.
2006 wechselte er zum belgischen Erstligisten FC Brügge, mit dem er 2007 den belgischen Fußballpokal gewann. Zur Saison 2008/09 kehrte er in seine dänische Heimat zurück und heuerte bei Vejle BK an, die gerade in die SAS-Liga, der ersten Liga Dänemarks, aufgestiegen waren. Allerdings stieg Priske mit den Südjüten im Jahr darauf wieder in die zweite Liga ab. Priske blieb und wollte mit Vejle den Wiederaufstieg schaffen. Dies gelang allerdings nicht.
Zur Saison 2010/11 wechselte er auf Leihbasis zum Erstligisten FC Midtjylland, bei dem er aber nur bis zum Dezember 2010 blieb. Im Januar 2011 wechselte Priske erneut ins Ausland und unterschrieb einen Zweijahresvertrag beim norwegischen Klub IK Start. In Norwegen hielt es Priske jedoch ebenfalls nur ein halbes Jahr. Am 2. Juli 2011, einen Tag nach dem Punktspiel gegen Sogndal IL, gab Priske das Ende seiner aktiven Laufbahn bekannt.

### Nationalmannschaft
Sein Debüt für Dänemark gab Priske am 12. Februar 2003. Beim 4:1-Sieg der Dänen gegen Ägypten in Kairo wurde Brian Priske drei Minuten vor Schluss für Jan Michaelsen eingewechselt. Mit den Dänen qualifizierte er sich für die Fußball-Europameisterschaft 2004, für die er in den Kader nominiert wurde. Beim Turnier kam er über die Rolle eines Einwechselspielers jedoch nicht hinaus und kam nur zu einem Einsatz, als er im Gruppenspiel gegen Italien für 14 Minuten eingewechselt wurde.
Für die Fußball-Weltmeisterschaft 2006 und Fußball-Europameisterschaft 2008 konnte sich die dänische Mannschaft nicht qualifizieren. Priske bestritt sein letztes Länderspiel am 17. November 2007 im Qualifikationsspiel zur Fußball-Europameisterschaft 2008 gegen Nordirland (4:1).

## Trainerkarriere
Nach dem Ende seiner Spielerlaufbahn kehrte Priske im Sommer 2011 zum FC Midtjylland zurück und stieg als Co-Trainer ins Trainerteam von Glen Riddersholm ein. Gemeinsam konnte 2015 die erste dänische Meisterschaft des Vereins erreicht werden. Nachdem Riddersholm anschließend im Sommer 2015 zurücktrat, behielt ihn auch der neue Cheftrainer Jess Thorup als Assistenten. Im Sommer 2016 verließ Priske den Verein und wechselte stattdessen ins Trainerteam von Ståle Solbakken beim FC Kopenhagen, wo er daraufhin bis September 2017 arbeitete.
Nach mehrmonatiger Vereinslosigkeit nahm ihn der FC Midtjylland im Sommer 2018 wieder unter Vertrag, wo er als Co-Trainer zunächst erneut Jess Thorup und nach dessen kurzfristigen Abgang im Oktober 2018 auch Nachfolger Kenneth Andersen assistierte. Als Andersen im August 2019 zurücktrat, wurde Priske auf die Position des Cheftrainers befördert und konnte mit der Mannschaft am Ende der Saison die dänische Meisterschaft erringen. In der folgenden Saison 2020/21 konnte noch die Vizemeisterschaft erreicht werden.
Zur folgenden Saison 2021/22 wechselte Priske zum belgischen Erstligisten Royal Antwerpen und unterschrieb dort einen Vertrag mit einer Laufzeit von zwei Jahren. In der Play-off-Runde zur Europa League 2021/22 setzte sich Antwerpen schließlich im Elfmeterschießen gegen Omonia Nikosia durch und erreichte so die Gruppenphase. Gruppengegner waren Eintracht Frankfurt Olympiakos Piräus und Fenerbahçe Istanbul. Nach einem Sieg, zwei Remis und drei Niederlagen schied der Verein als Vierter aus der Europa League aus. Im belgischen Pokal scheiterte man bereits im Achtelfinale am Zweitdivisionär KVC Westerlo. In der Liga erreichte Antwerpen mit einem Punkt Vorsprung den 4. Platz der Hauptrunde und zog so in die Meister-Play-off ein. Dort konnte Antwerpen sich nicht verbessern. Bereits am vorletzten Spieltag der Play-off-Runde stand fest, dass Antwerpen dort ebenfalls nur den 4. Platz belegte. Da zeitgleich aber auch feststand, dass der KAA Gent als Pokalsieger die Europa-League-Play-off gewinnen würde, war damit ohne Entscheidungsspiel bereits die Teilnahme an der 2. Qualifikationsrunde zur Conference League gesichert. Nach Ablauf der Play-off-Runde entschied der Verein, sich von Priske als Trainer zu trennen.
Kurz darauf unterschrieb er zur anschließenden Saison 2022/23 einen Vertrag bei Sparta Prag. In der Liga erreichte er daraufhin mit der Mannschaft in der Hauptrunde den ersten Platz und konnte sich in den anschließenden Meister-Play-offs knapp gegen den mit 78 Punkten punktgleichen Stadtrivalen Slavia Prag durchsetzen, womit der Verein die tschechische Meisterschaft gewann. Im tschechischen Pokal zog die Mannschaft ins Finale ein, unterlag dort jedoch Slavia Prag. In der anschließenden Saison 2023/24 konnte sich die Mannschaft noch steigern und beendete die Saison mit 87 Punkten erneut als tschechischer Meister, zudem gelang mit einem 2:1-Finalsieg gegen Viktoria Pilsen im Pokal das Double.
Zur Saison 2024/25 wurde er Cheftrainer beim niederländischen Erstligisten Feyenoord Rotterdam, bei dem er als Nachfolger des zum FC Liverpool gewechselten Arne Slot einen Dreijahresvertrag bis 2027 unterschrieb. Im Februar 2025 wurde er entlassen.

## Erfolge

### Als Spieler
- Dänischer Meister: 1999 mit Aalborg BK
- Belgischer Pokalsieger: 2007 mit dem FC Brügge

### Als Trainer
Als Cheftrainer
- Dänischer Meister: 2020 mit dem FC Midtjylland
- Tschechischer Meister: 2023 und 2024 mit Sparta Prag
- Tschechischer Pokalsieger: 2024 mit Sparta Prag

Als Co-Trainer
- Dänischer Meister: 2015 mit dem FC Midtjylland
- Dänischer Pokalsieger: 2019 mit dem FC Midtjylland